# Bassaniana
Genre
Synonymes
- Bassania Pickard-Cambridge 1898 nec Walker, 1860

Bassaniana est un genre d'araignées aranéomorphes de la famille des Thomisidae.

## Distribution
Les espèces de ce genre se rencontrent en zone holarctique.

## Liste des espèces
Selon World Spider Catalog (version 22.5, 05/12/2021) :
- Bassaniana baudueri (Simon, 1877)
- Bassaniana birudis Im, Kim & Lee, 2021
- Bassaniana decorata (Karsch, 1879)
- Bassaniana floridana (Banks, 1896)
- Bassaniana ora Seo, 1992
- Bassaniana utahensis (Gertsch, 1932)
- Bassaniana versicolor (Keyserling, 1880)

## Systématique et taxinomie
Ce genre a été décrite sous le nom Bassania par O. Pickard-Cambridge en 1898. Le nom Bassania Pickard-Cambridge 1898 étant préoccupé par Bassania Walker, 1860, il est renommé par Strand en 1928.

## Publications originales
- Strand, 1928 : « Miscellanea nomenclatorica zoologica et palaeontologica, I-II. » Archiv für Naturgeschichte, vol. 92, no A8, p. 30-75.
- O. Pickard-Cambridge, 1898 : « Arachnida. Araneida. » Biologia Centrali-Americana, Zoology, vol. 1, p. 233-288 (texte intégral).